# Asplenium zoliense
Asplenium zoliense là một loài dương xỉ trong họ Aspleniaceae. Loài này được Kit., Sadler mô tả khoa học đầu tiên năm 1830.
Danh pháp khoa học của loài này chưa được làm sáng tỏ. 